# Afronausibius pumilus
Afronausibius pumilus es una especie de coleóptero de la familia Silvanidae.

## Distribución geográfica
Habita en Gabón y Camerún.